# Dmitrij Dmitrievič Maksutov
Dmitrij Dmitrievič Maksutov (in russo Дми́трий Дми́триевич Максу́тов?) (Odessa, 23 aprile 1896 – Leningrado, 12 agosto 1964) è stato un ingegnere sovietico appassionato di astronomia noto per l’invenzione del telescopio con configurazione Maksutov.

## Biografia
Dmitrij Dmitrievič Maksutov nacque l’11 aprile 1896 secondo il calendario giuliano allora in uso nell’Impero russo  (23 aprile secondo il calendario gregoriano oggi in uso). Figlio di un ufficiale della Flotta del Mar Nero apparteneva ad una nobile famiglia. Suo nonno Dmitrij Petrovich Maksutov era stato l’ultimo governatore russo dell’Alaska quando questa faceva parte dell’Impero Russo. Appassionato di astronomia sin dalla fanciullezza costruì il suo primo telescopio riflettore all’età di dodici anni. Dopo aver letto le pubblicazioni di un famoso ottico russo costruì un nuovo telescopio riflettore da 210 mm migliore del precedente con il quale fece osservazioni astronomiche più approfondite. All’età di quindici anni divenne membro della Società Astronomica Russa. A diciotto anni si laureò presso l’Istituto di ingegneria militare Nikolayev di San Pietroburgo. Tra il 1921 e il 1930 lavorò presso l’Università di Odessa nel campo dell’ottica astronomica. Dal 1930 al 1952 lavorò presso il laboratorio di ottica astronomica dell’Istituto statale Vavilov di ottica a San Pietroburgo (allora Leningrado). Nel 1932 pubblicò un articolo sulle superfici di riflessione prive di aberrazione cromatica e sulle metodologie per testarle. Dal 1952 lavorò presso l’Osservatorio di Pulkovo.

## Invenzioni
Il maggiore contributo dato da Maksutov nel campo dell’ottica astronomica fu l’invenzione nel 1941 del telescopio che prende da lui il nome (telescopio Maksutov-Cassegrain) che, simile ad un telescopio Schmidt, corregge l'aberrazione sferica ponendo una lente menisco di correzione di fronte allo specchio primario. Una tale soluzione fu adottata non solo nel suo laboratorio ma anche a livello internazionale tanto che a tutt’oggi numerose aziende producono telescopi utilizzando tale soluzione. Nel corso della sua carriera realizzò numerosi tipi di obiettivi, specchi e prismi ottici e numerosi strumenti ottici.

## Riconoscimenti
- Premio Stalin nel 1941 e nel 1946[1]
- Ordine di Lenin nel 1945 e nel 1958[1]

A Dmitrij Dmitrievič Maksutov la UAI ha intitolato il cratere lunare Maksutov e l'asteroide della fascia principale 2568 Maksutov.